# Valea Lech
Valea Lechului este situată în Alpii din Tirol și Vorarlberg, Austria. Prin vale curge râul Lech, un afluent al Dunării. Valea este limitată la nord de Alpii Allgäu și la sud de Alpii Lech. Pe porțiunea superioară a văii se află localitățile Zürs am Arlberg și Lech (Vorarlberg), într-o regiune renumită pentru sporturile de iarnă.
Valea Lech are o serie de ramificații, cum ar fi văile „ Hornbachtal” și „Tannheimer Tal”. După orașul Füssen valea trece în Germania în regiunea Alpilor bavarezi. Regiunea este planificată pentru a deveni parc național.

## Localități
- Steeg
- Hägerau
- Holzgau
- Stockach
- Bach
- Elbigenalp
- Häselgehr
- Elmen
- Martinau
- Vorderhornbach
- Stanzach
- Forchach
- Weißenbach
- Höfen
- Lechaschau
- Reutte
- Pflach
- Musau
- Pinswang